# Aisey-et-Richecourt
Aisey-et-Richecourt ist eine Gemeinde im französischen Département Haute-Saône in der Region Bourgogne-Franche-Comté.

## Geographie
Aisey-et-Richecourt liegt auf einer Höhe von 258 m über dem Meeresspiegel, acht Kilometer nordnordöstlich von Jussey und etwa 34 Kilometer nordnordwestlich der Stadt Vesoul (Luftlinie). Das Dorf erstreckt sich im nordwestlichen Teil des Departements, auf einer Geländeterrasse zwischen den Tälern von Saône und Ruisseau des Vaux, am Südfuß der Hügel des Bois Saint-Julien.
Die Fläche des 7,80 km² großen Gemeindegebiets umfasst einen Abschnitt im Bereich des oberen Saônetals. Die östliche Grenze verläuft meist entlang der Saône, die hier durch eine rund 1,5 Kilometer breite Alluvialniederung nach Südwesten fließt. Die Talaue liegt durchschnittlich auf 218 m und wird überwiegend landwirtschaftlich genutzt. Der Fluss ist kanalisiert und zur Wasserstraße ausgebaut; im Abschnitt von Aisey-et-Richecourt befindet sich ein Schleusenwerk. Reste des alten Laufs mit mehreren kleinen Schleifen sind vorhanden.
Vom Flusslauf erstreckt sich das Gemeindeareal westwärts über die Talaue bis auf die angrenzende Geländeterrasse von Aisey und in das Talsystem der Bazeuille mit ihrem Seitenbach Ruisseau des Vaux. Den nördlichen Abschluss bilden die bewaldeten Höhen des Bois Saint-Julien, auf denen mit 317 m die höchste Erhebung von Aisey-et-Richecourt erreicht wird. Nach Westen reicht der Gemeindeboden bis zu den Ausläufern des Höhenzuges Donnet (bis 290 m). In geologisch-tektonischer Hinsicht besteht das Gelände aus einer Wechsellagerung von sandig-mergeligen und kalkigen Sedimenten, die zur Hauptsache während der Lias (Unterjura) abgelagert wurden. An einigen Orten tritt Muschelkalk aus der Trias zutage.
Die Doppelgemeinde besteht aus dem Hauptort Aisey (258 m) auf der Geländeterrasse westlich der Saône und dem Weiler Richecourt (220 m) in der Saôneniederung. Nachbargemeinden von Aisey-et-Richecourt sind Bourbévelle, Corre und Ranzevelle im Norden, Ormoy im Osten, Betaucourt im Süden sowie Villars-le-Pautel im Westen.

## Geschichte
Erstmals urkundlich erwähnt wird Aisey im Jahr 1172, Richecourt bereits im Jahr 1150. Im Mittelalter gehörten beide Dörfer zur Freigrafschaft Burgund und darin zum Gebiet des Bailliage d’Amont. Richecourt bildete seit 1290 eine eigene Herrschaft. Zusammen mit der Franche-Comté gelangten beide Ortschaften mit dem Frieden von Nimwegen 1678 definitiv an Frankreich. Seit der Zeit der Französischen Revolution sind Aisey und Richecourt als Doppelgemeinde vereinigt. Mit der Einweihung der Bahnlinie von Jussey nach Épinal 1886 wurde Aisey an das französische Eisenbahnnetz angeschlossen. Der Personenverkehr wurde 1944, der Güterverkehr ab 1951 eingestellt. Heute ist Aisey-et-Richecourt Mitglied des Gemeindeverbandes Hauts du Val de Saône.

## Sehenswürdigkeiten

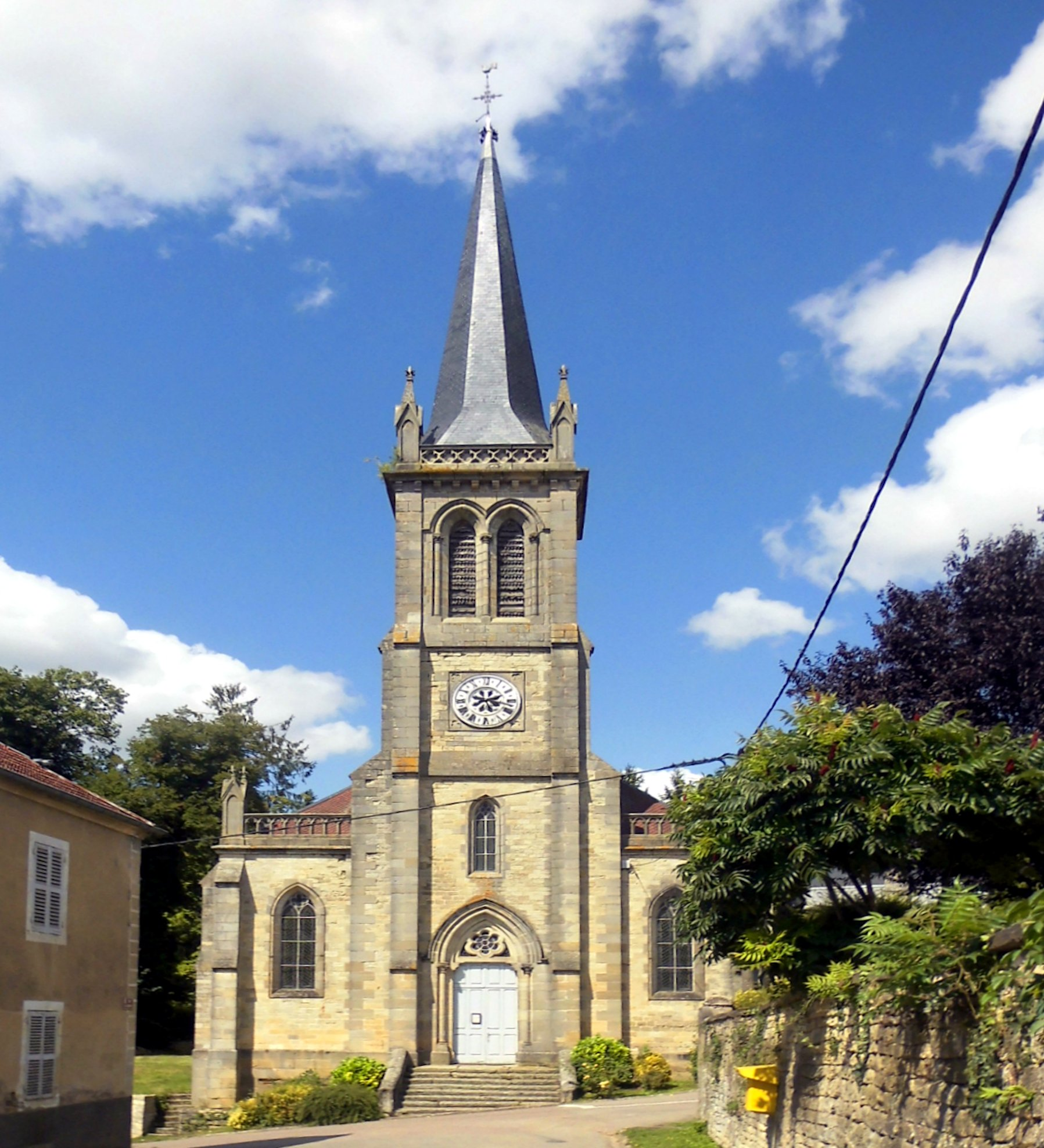
Kirche Saint-Julien

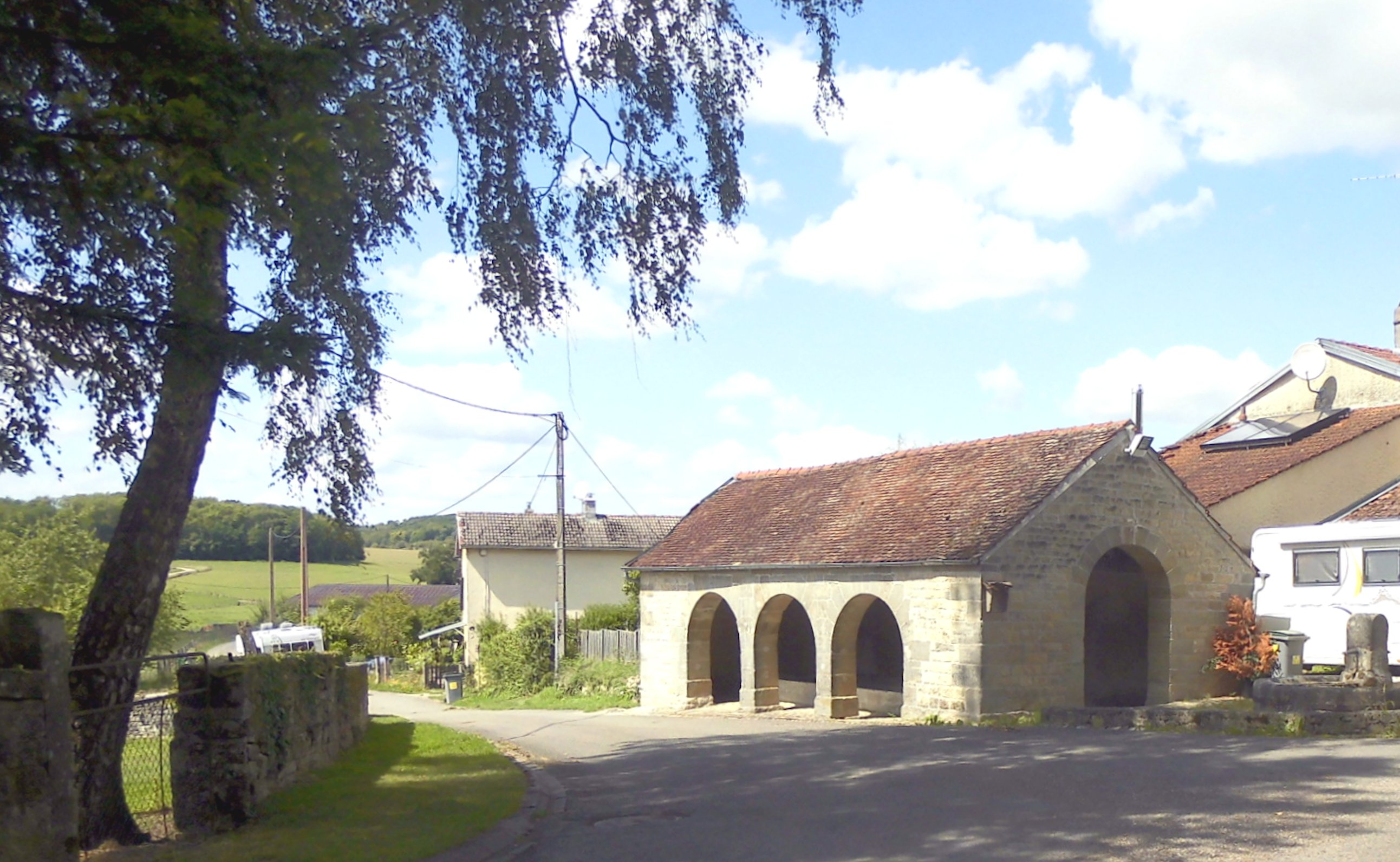
Lavoir in Aisey

Die Dorfkirche Saint-Julien von Aisey wurde im 19. Jahrhundert im Stil der Neugotik errichtet. Das Pfarrhaus stammt aus dem 18. Jahrhundert. Das Schloss von Husson de Sampigny (18./19. Jahrhundert) dient heute als Ferienkolonie für Schüler. Das heutige Schloss von Richecourt wurde im 19. Jahrhundert erbaut; nahebei sind Ruinen des mittelalterlichen Herrschaftssitzes sichtbar. Ebenfalls in Richecourt befindet sich ein kürzlich renoviertes Backhaus.

## Bevölkerung
| Jahr                       | 1962 | 1968 | 1975 | 1982 | 1990 | 1999 | 2006 | 2020 |
| Einwohner                  | 137  | 124  | 114  | 104  | 125  | 141  | 114  | 99   |
| Quellen: Cassini und INSEE |      |      |      |      |      |      |      |      |

Mit 99 Einwohnern (1. Januar 2022) gehört Aisey-et-Richecourt zu den kleinen Gemeinden des Départements Haute-Saône. Nachdem die Einwohnerzahl in der ersten Hälfte des 20. Jahrhunderts deutlich abgenommen hatte (1886 wurden noch 369 Personen gezählt), wurden seit Beginn der 1970er Jahre nur noch geringe Schwankungen verzeichnet.

## Wirtschaft und Infrastruktur
Aisey-et-Richecourt war bis weit ins 20. Jahrhundert hinein ein vorwiegend durch die Landwirtschaft (Ackerbau, Weinbau und Viehzucht) und die Forstwirtschaft geprägtes Dorf. Die Wasserkraft der Saône wurde früher für den Betrieb von Mühlen genutzt. Heute gibt es einige Betriebe des lokalen Kleingewerbes. In den letzten Jahrzehnten hat sich das Dorf zu einer Wohngemeinde gewandelt. Viele Erwerbstätige sind deshalb Wegpendler, die in den größeren Ortschaften der Umgebung ihrer Arbeit nachgehen.
Der Ort liegt abseits der größeren Durchgangsachsen an einer Departementsstraße, die von Jussey nach Corre führt. Weitere Straßenverbindungen bestehen mit Ormoy und Villars-le-Pautel.